# Košická Belá
Košická Belá (in ungherese Kassabéla, in tedesco Hansdorf) è un comune della Slovacchia facente parte del distretto di Košice-okolie, nella regione di Košice.